# De l'autre côté (téléfilm)
Pour les articles homonymes, voir De l'autre côté.
Pour plus de détails, voir Fiche technique et Distribution.
De l'autre côté est un téléfilm français réalisé par Didier Bivel diffusé le 9 octobre 2020 sur France 2.

## Synopsis
À la suite de la découverte du corps de Manon, jeune apprentie de l'école d'horlogerie, Jeanne Keller, conseillère principale d'éducation de l'établissement, refuse de croire à un suicide. Avec Alice, une amie gendarme, toutes deux vont enquêter sur la mort de la jeune femme.

## Fiche technique
- Réalisateur : Didier Bivel
- Scénario : Léa Clavel, Philippe Duschesne
- Photographie : Benoit Chamaillard
- Montage : Guillaume Lauras
- Musique : Nicolas Jorelle
- Société de production : GMT productions, France Télévisions, Radio Télévision Suisse, TV5 Monde
- Genre : Drame
- Durée : 90 minutes
- Date de diffusion : 9 octobre 2020 sur France 2
- Lieux de tournage : Pontarlier, Ornans, Villers-le-Lac, poste-frontière du Locle, et principalement Morteau (gare ferroviaire, La Table du Roi).

## Distribution
- Alix Poisson : Jeanne Keller
- Tiphaine Daviot : Alice Talmon
- Luna Lou : Manon Lefèbvre
- Thomas Doret : Maxime Coincenot
- Gaspard Meier : Jean-Baptiste Keyser
- Éric Savin : Sébastien Guibert
- Marc Duret : Didier Coincenot
- Nathalie Boutefeu : Stéphanie Coincenot
- François-David Cardonnel : Alban Talmon
- Évelyne El Garby-Klaï : Carine Leandri
- Yvon Martin  : le professeur Guarrigue
- Étienne Grebot : Médecin légiste

## Distinctions
- Festival des créations télévisuelles de Luchon 2020
  - Prix de la meilleure musique originale : Nicolas Jorelle[1],[2]